# Montodine
Montodine – miejscowość i gmina we Włoszech, w regionie Lombardia, w prowincji Cremona.
Według danych na rok 2004 gminę zamieszkuje 2217 osób, 201,5 os./km².